# Solaris (synchrotron)

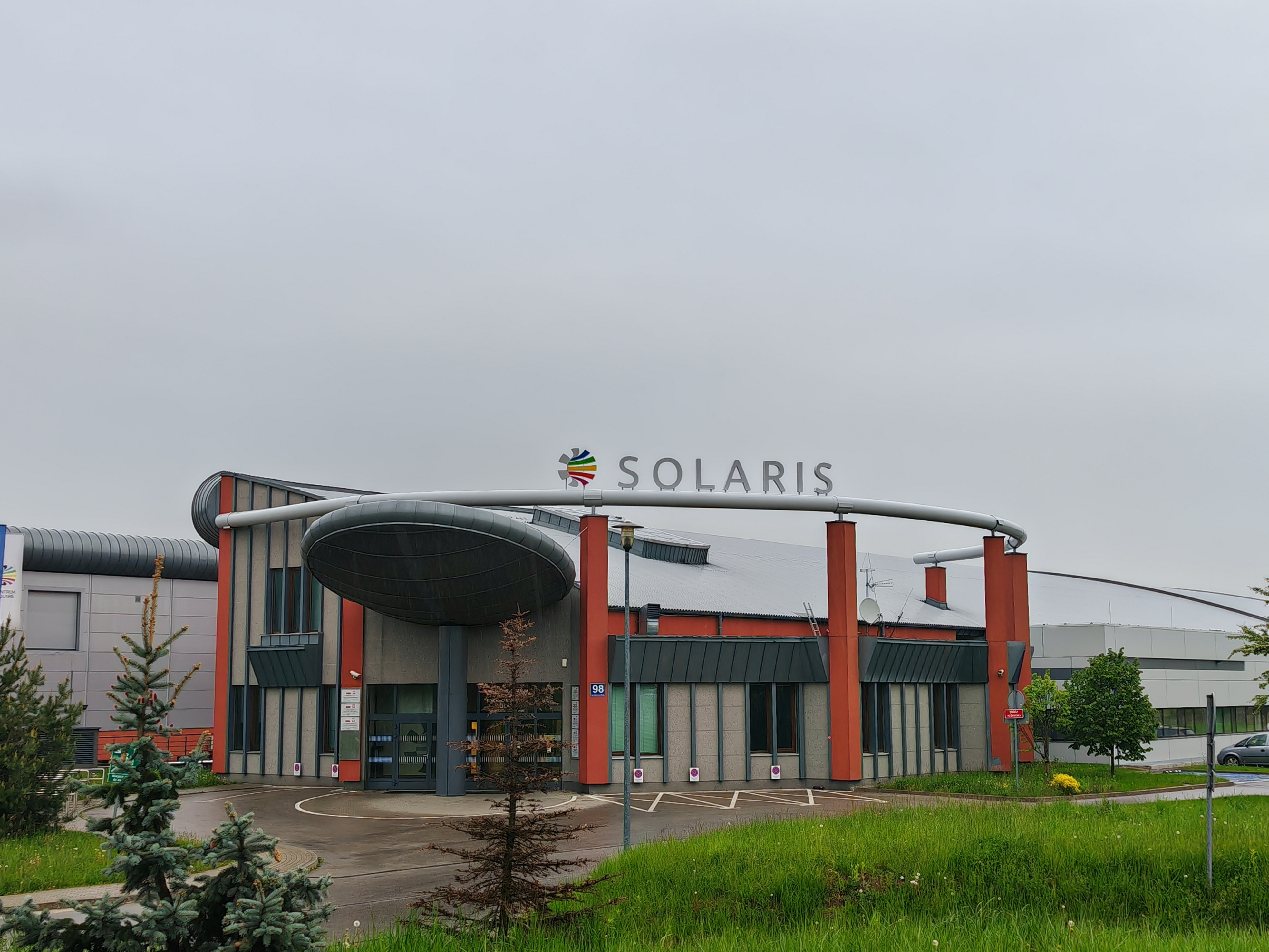
Synchrotron Solaris – budynek znajdujący się na kampusie UJ

SOLARIS – jedyny synchrotron w środkowo-wschodniej części Europy, zbudowany w Krakowie w Polsce w 2015 roku przez Narodowe Centrum Promieniowania Synchrotronowego SOLARIS, jednostkę pozawydziałową Uniwersytetu Jagiellońskiego. 

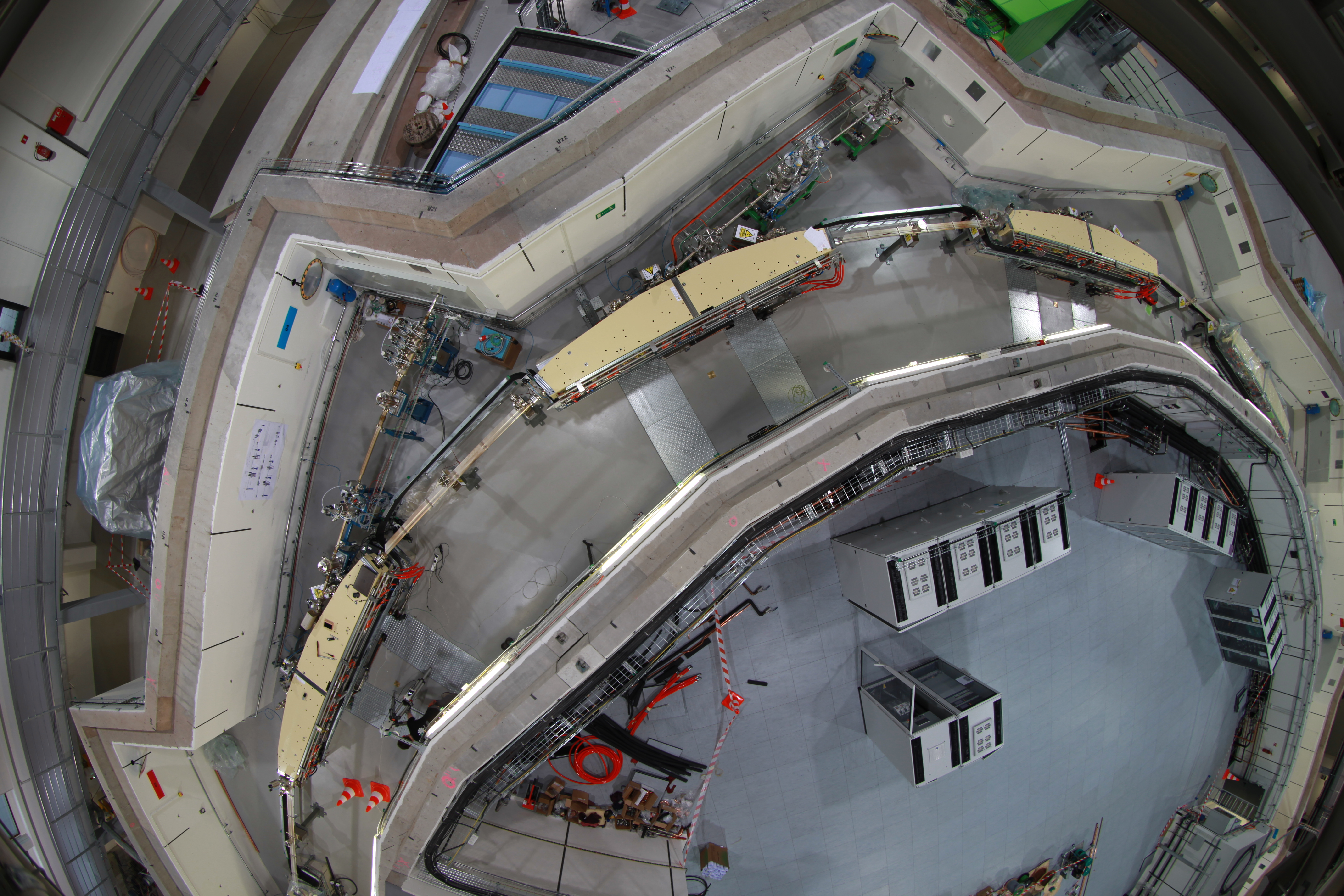
Pierścień akumulacyjny z lotu ptaka -widok na magnesy

Synchrotron SOLARIS to akcelerator elektronów oraz nowoczesne urządzenie badawcze generujące promieniowanie elektromagnetyczne w szerokim zakresie od podczerwieni do promieniowania rentgenowskiego. Synchrotron przyspiesza wiązkę elektronów do energii 1,5 GeV, umożliwiając, z zastosowaniem undulatora, otrzymanie promieniowania synchrotronowego o energii fotonu z zakresu miękkiego promieniowania rentgenowskiego (linia PEEM/XAS, do 2000 eV) lub dalekiego ultrafioletu (linia UARPES, 8 - 100 eV). Przeznaczone jest do badań w wielu dziedzinach nauki, m.in. w biologii, fizyce, chemii, medycynie, archeologii, historii sztuki.
Budynek, w którym znajduje się synchrotron, zlokalizowany jest na terenie Kampusu 600-lecia Odnowienia Uniwersytetu Jagiellońskiego. Sąsiaduje on z podstrefą specjalnej strefy ekonomicznej zarządzanej przez Krakowski Park Technologiczny. 
Nazwa synchrotronu SOLARIS pochodzi od powieści Stanisława Lema, który mieszkał i pracował w Krakowie.

## Historia

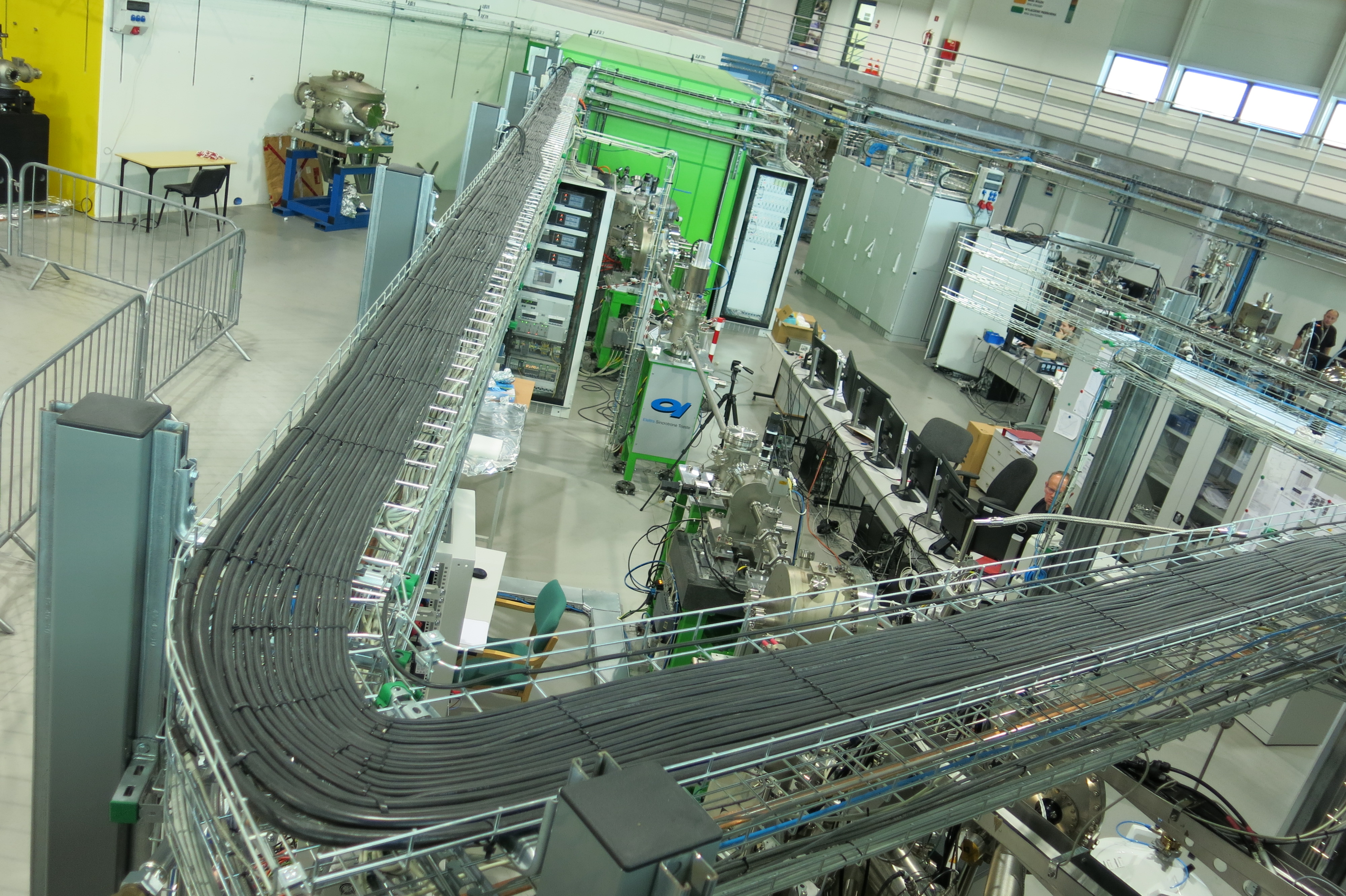
Widok na linie badawcze - 2018

Starania związane z powstaniem polskiego synchrotronu rozpoczęły się w 1998 roku, gdy grono profesorów z Instytutu Fizyki Uniwersytetu Jagiellońskiego i Akademii Górniczo-Hutniczej, w tym również członków Polskiego Towarzystwa Promieniowania Synchrotronowego, wystąpiło do ówczesnego Komitetu Badań Naukowych z inicjatywą budowy synchrotronu oraz utworzenia Narodowego Centrum Promieniowania Synchrotronowego.
Formalny wniosek w sprawie budowy polskiego źródła promieniowania synchrotronowego wpłynął do Ministerstwa Nauki i Szkolnictwa Wyższego w 2006 r.. W 2009 r. Uniwersytet Jagielloński podpisał umowę o współpracy ze szwedzkim laboratorium MAX-Lab, działającym przy Uniwersytecie w Lund. Porozumienie zakładało budowę dwóch bliźniaczych ośrodków promieniowania synchrotronowego: w Polsce i w Szwecji. Projekty synchrotronów wykorzystywały rozwiązania technologiczne opracowane przez szwedzkich naukowców i inżynierów.
W kwietniu 2010 r. Uniwersytet Jagielloński podpisał umowę z Ministerstwem Nauki i Szkolnictwa Wyższego na dofinansowanie projektu „Narodowe Centrum Promieniowania Elektromagnetycznego dla celów badawczych (etap I)”. Źródłem funduszy był Program Operacyjny Innowacyjna Gospodarka 2007-2013. Budynek, w którym mieści się synchrotron, powstał w okresie od stycznia 2012 r. do maja 2014 r. W 2014 r. zakończyły się prace instalacyjne urządzeń, m.in. elektromagnesów oraz komór próżniowych. W czerwcu 2015 r. zespół fizyków z SOLARIS wprowadził wiązkę elektronów do pierścienia synchrotronu i zobaczył pierwsze światło przy wyjściu do linii badawczych. We wrześniu 2015 r. odbyło się uroczyste otwarcie Narodowego Centrum Promieniowania Synchrotronowego SOLARIS.
Pierwsi użytkownicy linii badawczych rozpoczęli badania w październiku 2018 r. 
1 marca 2019 roku na Pierwszym Zjeździe Konsorcjum Kriomikroskopii, organu skupiającego specjalistów biologii strukturalnej z całej Polski, podjęto oficjalną decyzję o otwarciu na terenie SOLARIS Krajowego Centrum Kriomikroskopii Elektronowej. Sercem Centrum Kriomikroskopii stały się dwa najwyższej generacji kriomikroskopy elektronowe, które z uwagi na wysoką rozdzielczość i metodę pomiarową, rewolucjonizują biologię strukturalną. 

## Budowa i działanie
Synchrotron jest akceleratorem elektronów, jego głównymi częściami są akcelerator liniowy i pierścień akumulacyjny.
Pierwszym elementem akceleratora jest działo elektronowe, składa się ono z katody z tlenku baru emitującej elektrony oraz wstępnego akceleratora w postaci wnęki rezonansowej formującej paczki elektronów i przyspieszającej je do energii 2,8 MeV.  Tak uformowane paczki elektronów trafiają do akceleratora liniowego (liniaka) o długości 40 m, przyspiesza on elektrony do energii do 600 MeV. Liniak składa się z sześciu struktur przyspieszających, między którymi są sekcje formujące i korygujące tor wiązki elektronów. Elektrony są wstrzykiwane do pierścienia akumulacyjnego przez zespół urządzeń określanych jako linia transferowa.
Pierścień akumulacyjny jest głównym akceleratorem w centrum SOLARIS. Układ w postaci pierścienia składa się z 12 sekcji zakrzywiających (DBA) tor ruchu i formujących wiązkę. Każda z tych sekcji składa się z magnesów dipolowych zakrzywiających oraz kwadrupolowych i sekstupolowych ogniskujących wiązkę. Sekcje zakrzywiające przedzielone są sekcjami prostymi. W dwóch sekcjach prostych zainstalowane są urządzenia przyspieszające i formatujące wiązki. W 10 można wstawić undulatory i wiglery, tworzące promieniowanie synchrotronowe. Uzyskane promieniowanie jest przesyłane do urządzeń określanych jako linie badawcze.

## Parametry pierścienia akumulacyjnego SOLARIS
Ważniejsze parametry pierścienia akumulacyjnego SOLARIS:
- Obwód pierścienia: 96 m
- Energia elektronów: 1,5 GeV
- Prąd: 500 mA
- Główna częstotliwość: 99,91 MHz
- Maksymalna liczba paczek elektronowych: 32
- Emitancja horyzontalna (bez UW): 6 nm rad
- Sprzężenie: 1%
- Dostrojenie Qx, Qy: 11,22; 3,15
- Naturalna chromatyczność ξx, ξy: -22,96, -17,14
- Skorygowana chromatyczność ξx, ξy: +1, +1
- Rozmiar wiązki (centrum sekcji prostej) σx, σy: 184 μm, 13 μm
- Rozmiar wiązki (centrum dipola) σx, σy: 44 μm, 30 μm
- Liczba sekcji prostych dla urządeń: 10
- Liczba sekcji prostych technicznych: 2
- Kompakcja pędu: 3,055 x 10-3
- Całkowity czas życia elektronów: 13 h.

## Linie badawcze synchrotronu SOLARIS

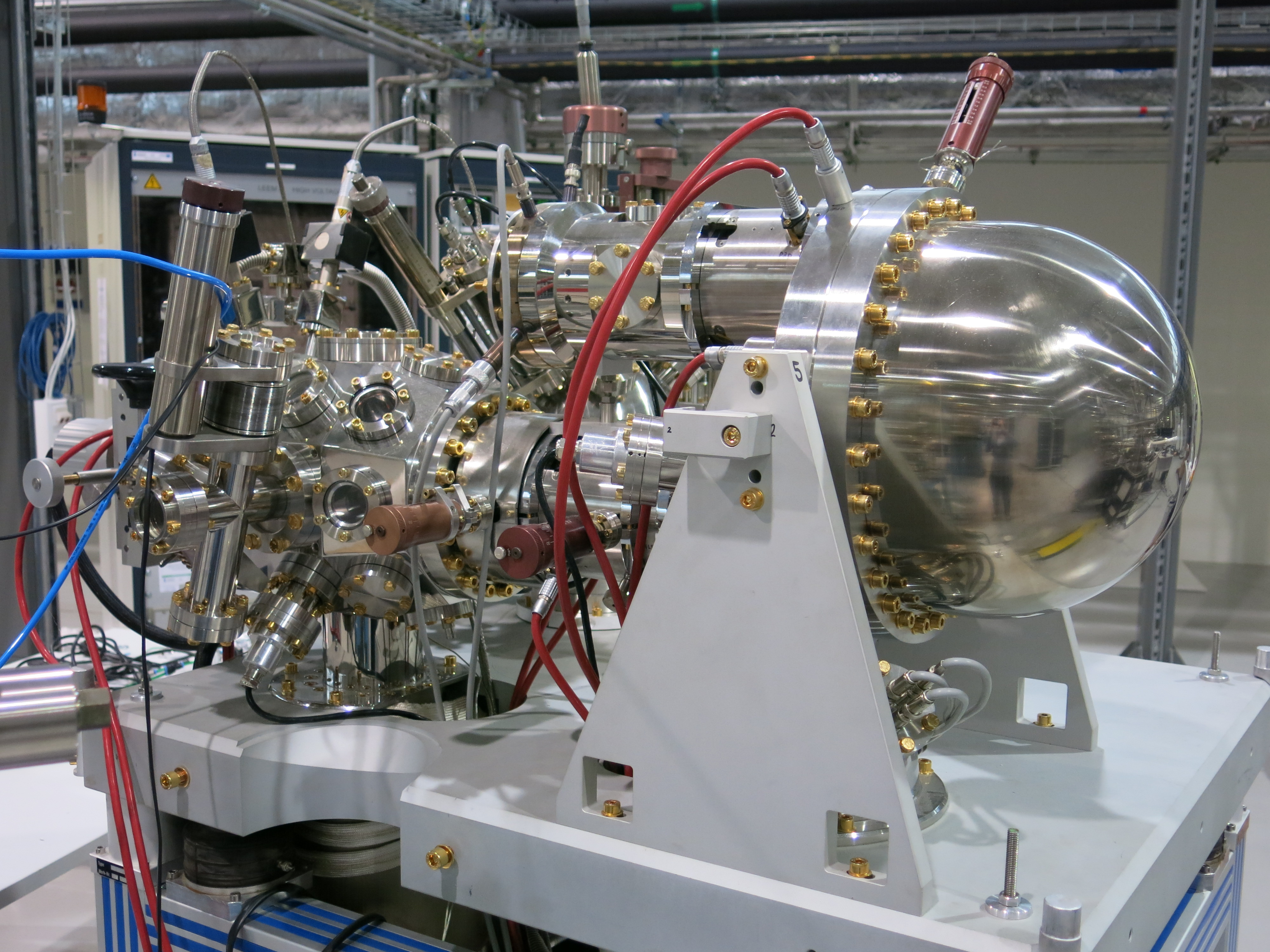
Stacja badawcza PEEM

Synchrotron SOLARIS rozpoczął funkcjonowanie z dwiema liniami badawczymi, w roku 2022 jest już 7 działających linii:
- PIRX (ang. Premiere InstRument for Xas) (dawniej XAS) – linia badawcza wykorzystująca promieniowanie synchrotronowe emitowane przez magnes zakrzywiający. Linia dedykowana jest do pomiarów spektroskopowych i mikroskopowych w zakresie miękkiego promieniowania rentgenowskiego (100-2000 eV). Technika wykorzystuje zjawiska rezonansowej absorpcji rentgenowskiej, naturalnego dichroizmu liniowego (XNLD), magnetycznego dichroizmu kołowego (XMCD) i magnetycznego dichroizmu liniowego (XMLD). Linia znajduje swoje zastosowanie w szerokim zakresie badań takich, jak badania właściwości magnetycznych materiałów, nadprzewodników, cienkich warstw, w fizyce materiałowej i fizyce powierzchni oraz materiałów domieszkowanych[11].

- URANOS (ang. Ultra Resolved ANgular phOtoelectron Spectroscopy) (dawniej UARPES) – linia dostarcza fotony w zakresie próżniowego ultrafioletu. Dostępnymi technikami na linii badawczej jest ARPES (Angle-Resolved Photoemission Spectroscopy), dyfrakcja elektronów niskiej energii (MCP-LEED) oraz spektroskopia elektronów Augera (AES). Technika ARPES pozwala na pomiar trzech fundamentalnych dla elektronów parametrów: energii, pędu i spinu. Tym samym pozwala na pełny opis elektronowej struktury materii. Stosowana jest m.in. w badaniach nowych materiałów elektronicznych, nanostruktur, w fizyce nadprzewodników i półprzewodników[12].
- PHELIX  – linia wykorzystuje miękkie promieniowanie rentgenowskie wytwarzane przez undulator typu APPLE II z magnesami stałymi. Undulator ten pozwala na otrzymanie zmiennej polaryzacji światła- liniowej, kołowej i eliptycznej. Linia umożliwia spektroskopowe badania absorpcyjne. Dostępnymi technikami badawczymi na linii są: spektroskopia fotoemisyjna PES (ang. photoemission spectroscopy) oraz XAS. Zastosowanie: w badaniach nowych materiałów (spintronika, magnetoelektronika, izolatory topologiczne) oraz cienkich warstw i wielowarstw. Stacja badawcza wyposażona jest w komorę próżniową do preparacji próbek z możliwością wygrzewania i dozowania gazów, oraz komorę łupaczki mechanicznej umożliwiającą precyzyjne łupanie próbek[13].
- DEMETER (ang. Dual Microscopy and Electron Spectroscopy Beamline) – linia wykorzystuje miękkie promieniowanie rentgenowskie o zmiennej polaryzacji emitowane przez undulator EPU (ang. elliptically polarizing undulator). Linia posiada dwie stacje końcowe: skaningowy transmisyjny mikroskop rentgenowski STXM oraz fotoemisyjny mikroskop elektronowy PEEM. Zastosowanie: badania uporządkowania magnetycznego i struktury domenowej, obrazowanie chemiczne z bardzo wysoką rozdzielczością oraz spektroskopia biomolekuł[14].
- ASTRA - dawniej SOLABS – linia spektroskopii absorpcyjnej promieniowania rentgenowskiego, dla której źródłem promieniowania jest magnes zakrzywiający. Zastosowanie: do badań materiałowych, badania lokalnej struktury stopów, katalizatorów jednoatomowych, nano-cząstek, analizy funkcji centrów aktywnych w metaloproteinach, specjacji chemicznych pierwiastków toksycznych, badania technologii produkcji farb w obrazach historycznych i ceramiki renesansowej[15].
- POLYX – linia badawcza umożliwia wysokorozdzielcze multimodalne obrazowanie w zakresie twardego promieniowania rentgenowskiego. Źródłem promieniowania jest magnes zakrzywiający. Dostępnymi technikami są: rentgenowska mikroanaliza fluorescencyjna (micro-XRF), spektroskopia progu absorpcji promieniowania X (micro-XAFS) oraz mikro-tomografia komputerowa (micro-CT). Zastosowanie: testowanie nowych rozwiązań dotyczących optyki rentgenowskiej i detektorów, badania próbek słabo absorbujących, np. materiałów biologicznych, uzyskiwanie informacji głębokościowej o rozkładzie pierwiastkowym, badania morfologiczne obiektów, trójwymiarowe obrazowanie lokalnej struktury atomowej itp.[16]
- CIRI (ang. Chemical InfraRed Imaging) – dawniej SOLAIR – linia badawcza mikroskopii absorpcyjnej w zakresie podczerwieni wraz z obrazowaniem. Źródłem promieniowania jest magnes zakrzywiający. Linia posiadała dwie stacje końcowe: mikroskop z promieniowaniem w podczerwieni z transformatą Fouriera oraz mikroskop do nano-spektroskopii w podczerwieni sprzężonej z mikroskopią sił atomowych i skaningową mikroskopią bliskiego pola (obrazowanie AFM-SNOM-FTIR). Zastosowanie: w biomedycynie, nanotechnologii, naukach o środowisku i wielu innych dziedzinach. Badania umożliwią między innymi ukierunkowanie syntezy potencjalnych leków i ich projektowanie[17].

### Linie badawcze w budowie
W trakcie budowy są linie

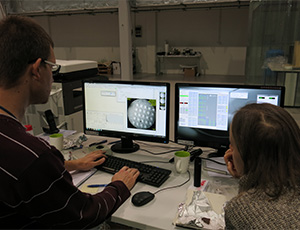

- SMAUG - dawnej SOLCRYS – linia do badań strukturalnych, która będzie wykorzystywać twarde promieniowanie rentgenowskie (do 25 keV), a źródłem promieniowania jest wiggler nadprzewodzący. Techniki badawcze na linii to dyfrakcja promieniowania X na monokryształach (krystalografia białek), mało-kątowe rozpraszanie promieniowania X (SAXS) oraz dyfraktometria proszkowa. Zastosowanie: w badaniach strukturalnych (materiały biologiczne, makromolekularne, farmaceutyczne, krystaliczne, etc.) oraz wykonywanych w ekstremalnych warunkach (wysokie ciśnienie, temperatura), badania nanomateriałów, polimerów, ciekłych kryształów, białek błonowych, wirusów, błon biologicznych i kwasów nukleinowych, sit molekularnych. Linia jest uruchamiana w 2022 r.[19]

- ARYA - Linia badawcza ARYA (mAcromolecular x-RaY crystAllography) będzie wykorzystywać wysokoenergetyczne promieniowanie synchrotronowe do badań struktury białek, kwasów nukleinowych i małych cząsteczek.

Docelowo na hali eksperymentalnej synchrotronu SOLARIS znajdzie się kilkanaście linii badawczych. Łącznie będą one wyposażone w około trzydzieści stanowisk pomiarowych.

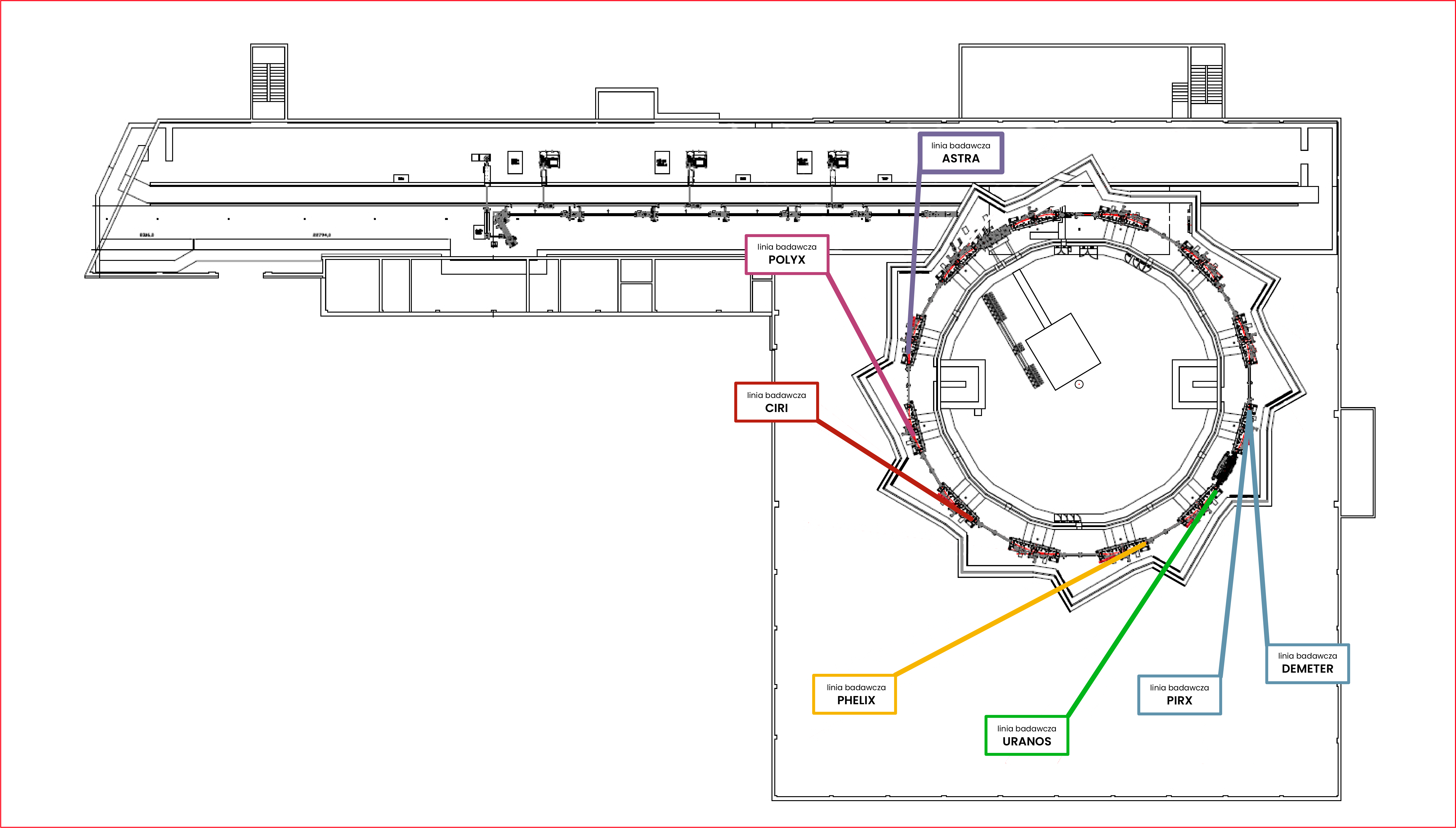
Schemat synchrotronu SOLARIS z działającymi liniami badawczymi

## Parametry budynku
- Powierzchnia budynku – 8000m2
- Powierzchnia hali wraz z pierścieniem – 3000 m²
- Wysokość całego budynku – 19,7 m
- Wysokość budynku nad powierzchnią ziemi – 12,5 m
- Hala – 3,2 m poniżej poziomu terenu
- Tunel liniaka oraz tunel technologiczny – 7,7 m poniżej poziomu terenu
- Tunel liniaka – długość 110 m, szerokość 4,15 m
- Tunel technologiczny –  długość 110 m, szerokość 5,20 m.

## Badania
Dostęp do SOLARIS jest bezpłatny dla naukowców prowadzących badania niekomercyjne. Dla użytkowników synchrotronu powstał specjalny portal DUO (Digital User Office), przez który mogą składać wnioski o czas badawczy. 
Możliwe są także badania komercyjne. 